# Antônio João
Antônio João, amtlich Município de Antônio João, ist eine Stadt im brasilianischen Bundesstaat Mato Grosso do Sul in der Mesoregion Süd-West in der Mikroregion Dourados.

## Geschichte

### Name
Der Name der Stadt ist eine Hommage an Antônio João Ribeiro, einen lokalen Helden des Tripel-Allianz-Krieges.

## Geografie

### Lage
Die Stadt liegt 323 von der Hauptstadt des Bundesstaates (Campo Grande) und 1457 km von der Landeshauptstadt (Brasília) entfernt. Sie liegt an der Grenze von Paraguay.

### Klima
Die Stadt hat feuchtes tropisches Höhenklima. Die Höchsttemperaturen liegen zwischen 25 und 35 °C, die Tiefsttemperaturen zwischen 5 und 15 °C. Die Niederschlagsmenge liegt bei durchschnittlich 150 mm im Monat. Die Trockenzeit liegt zwischen dem 15. Mai und dem 15. August, Regenzeit ist von September bis April. in den Monaten Juni und Juli gibt es gelegentlich Frost. Schnee ist allerdings sehr selten.

### Gewässer
Die Stadt steht unter dem Einfluss des Río Paraguay und des Río Paraná, die zum Flusssystem des Río de la Plata gehören.

### Vegetation
Das Gebiet ist ein Teil der Cerrados (Savanne Zentralbrasiliens).

### Durchschnittseinkommen und HDI
Das Durchschnittseinkommen lag 2011 bei 26.577 Real, 2010 der Index der menschlichen Entwicklung (HDI) bei 0,643.